# Clytiomya continua
Clytiomya continua är en tvåvingeart som först beskrevs av Georg Wolfgang Franz Panzer 1798.  Clytiomya continua ingår i släktet Clytiomya och familjen parasitflugor. Arten är reproducerande i Sverige. Inga underarter finns listade i Catalogue of Life.